# Earthworm Jim 2
Earthworm Jim 2 (Japans: アースワームジム2) is een computerspel dat in 1995 uitkwam voor de Sega Saturn en de Sega Mega Drive. Later volgde ook andere platforms. Het spel was het vervolg op Earthworm Jim en het tweede spel in de serie en laatste spel dat door de originele makers Doug TenNapel, David Perry en Shiny Entertainment ontwikkeld werd. De speler speelt Jim, die met zijn maatje Snott moet proberen Princess What's-Her-Name te redden van een gedwongen huwelijk met de slechte Psyscrow.

## Platforms
| Jaar | Platform                               |
| ---- | -------------------------------------- |
| 1995 | SNES, Sega Mega Drive                  |
| 1996 | PlayStation, Sega Saturn               |
| 2002 | Game Boy Advance                       |
| 2009 | Virtual Console (Wii), Steam (Windows) |

## Ontvangst
| Beoordeeld door       | Platform            | Datum           | Score |
| --------------------- | ------------------- | --------------- | ----- |
| GamePro (USA)         | Sega Mega Drive     | november 1995   | 100%  |
| GameFan Magazine      | Sega Mega Drive     | november 1995   | 96%   |
| Total! (Duitsland)    | SNES                | december 1995   | 95%   |
| Power Play            | Windows             | 1996            | 87%   |
| Jeuxvideo.com         | Wii Virtual Console | 11 januari 2010 | 85%   |
| GamePro (USA)         | Sega Saturn         | mei 1996        | 80%   |
| NowGamer              | PlayStation         | 1 november 1996 | 69%   |
| GameSpy               | Game Boy Advance    | 17 juli 2002    | 63%   |
| The Video Game Critic | Sega Saturn         | 25 april 2013   | 50%   |
| GameSpot              | Game Boy Advance    | 1 juli 2002     | 20%   |